# Hermann Bamberg
Hermann Bamberg (* 26. Juli 1846 in Wittenberge, Provinz Brandenburg; † 4. Oktober 1928 in Berlin) war ein deutsch-jüdischer Kaufmann und Berliner Kommunalpolitiker. Er machte sich als Seniorchef der Textilfirma Gebr. Manheimer sowie als langjähriges Mitglied der Berliner Stadtverordnetenversammlung einen Namen.

## Leben

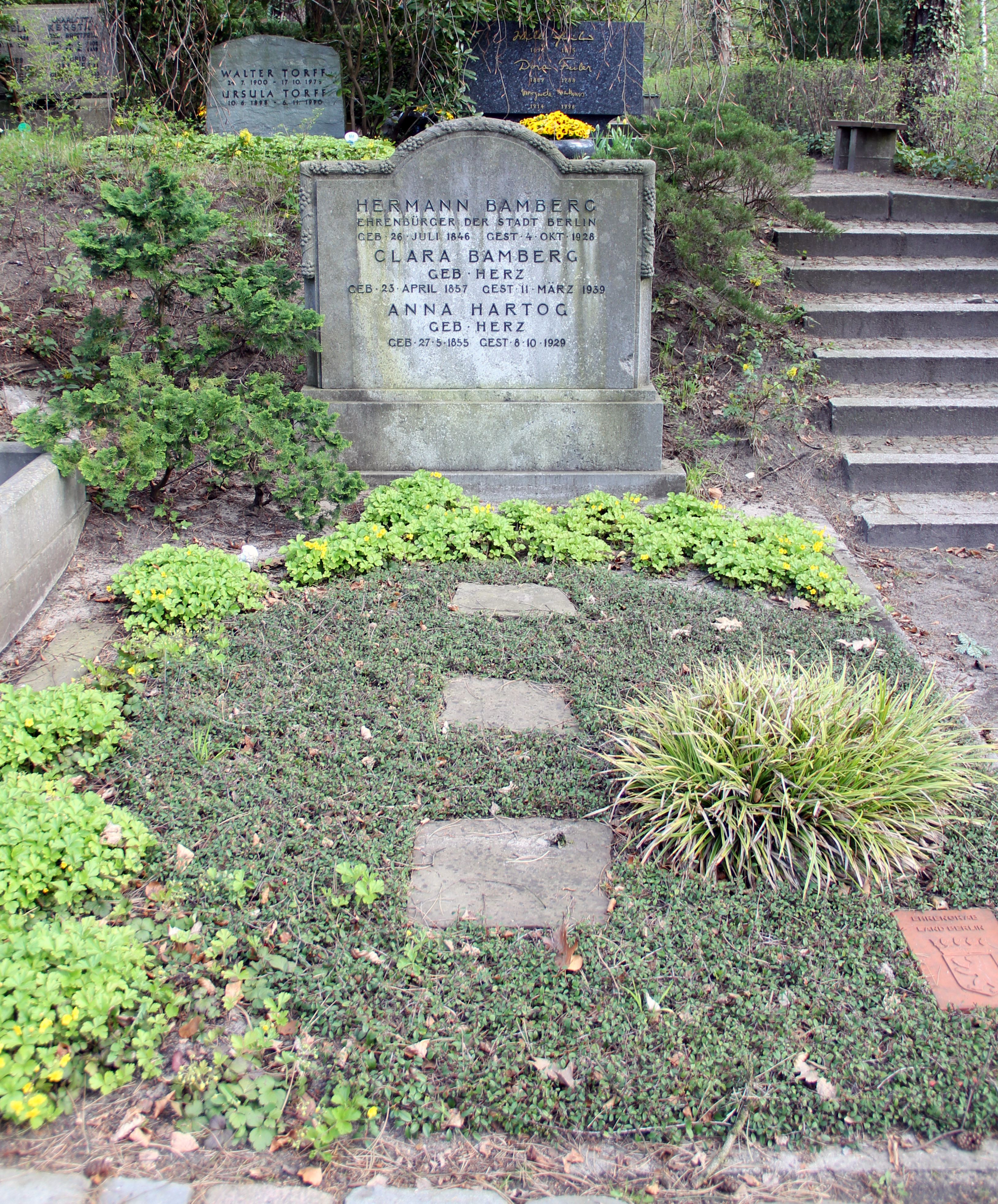
Ehrengrab von Hermann Bamberg auf dem Friedhof Heerstraße in Berlin-Westend

Bamberg absolvierte im Manufakturwarengeschäft seines Vaters in Wittenberge eine Lehre und trat 1870 in die von Valentin und David Manheimer mitbegründete Damenmäntelfabrik Gebr. Manheimer in Berlin ein, deren Teilhaber er 1876 wurde.
Im Jahr 1900 wurde er in die Berliner Stadtverordnetenversammlung gewählt, der er bis zu seinem Tode angehörte. Er bekleidete verschiedene Positionen, so etwa im Bereich der Gesundheitswesens, bei der Stadtbank, der Messegesellschaft und bei verschiedenen Finanz- und Steuerbehörden. Als Unternehmer war er Mitglied der Berliner Handelskammer, außerdem war er Vorsitzender der Vereinigung deutscher Bekleidungsindustrie-Verbände. 1904 trat er der Gesellschaft der Freunde bei.
Nach dem Ersten Weltkrieg wurde Hermann Bamberg in den Vorläufigen Reichswirtschaftsrat berufen und arbeitete zudem 26 Jahre lang als Handelsrichter. Für seine Dienste bekam er am 24. Juni 1926 die Ehrenbürgerschaft Berlins verliehen.
Hermann Bamberg starb am 4. Oktober 1928 im Alter von 82 Jahren in seiner Wohnung in der Landgrafenstraße 12 in Berlin-Tiergarten an einem Grippeanfall. Sein Grab befindet sich auf dem landeseigenen Friedhof Heerstraße in Berlin-Westend. Die letzte Ruhestätte von Hermann Bamberg (Grablage: 5-1) ist als Ehrengrab des Landes Berlin gewidmet. Da Bamberg Ehrenbürger Berlins war, ist die Widmung – im Unterschied zur großen Mehrzahl der Berliner Ehrengräber – zeitlich nicht befristet.